# Монбелијар
Монбелијар (фр. Montbéliard) град је у Француској, у департману Ду.
По подацима из 1999. године број становника у месту је био 27.570.

## Демографија
| 1962.  | 1968.  | 1975.  | 1982.  | 1990.  | 1999.  | 2011.  |
| ------ | ------ | ------ | ------ | ------ | ------ | ------ |
| 21.699 | 23.908 | 30.425 | 31.836 | 29.005 | 27.570 | 25.974 |

## Партнерски градови
- Лудвигсбург
- Гринсборо